# Бонечеа, Доминго де
Доми́нго де Бонече́а (исп. Domingo de Bonechea Andonaegui; 21 сентября 1713, Гетариа, Страна Басков — 26 января 1775, Таити) — испанский мореплаватель и исследователь. Известен тем, что пытался сделать Таити территорией испанской короны.
Экспедиции Боничеа были организованы вице-королём Перу Мануэлем де Амат-и-Хуньентом после того, как стало известно о плаваниях и открытиях Джеймса Кука. Вице-король опасался, что британцы смогут организовать на новых территориях базы для нападения на испанские колонии в общем и на Перу в частности. Бонечеа посетил Таити спустя одну неделю после посещения Кука, его экспедицией были обнаружены следы пребывания европейцев на территории Таити, в том числе топор, забытый экспедицией Кука.

## Первое плавание
Первое плавание Бонечеа совершил в 1772 году, 26 сентября он отплыл из порта Кальяо вместе со своим заместителем лейтенантом Томасом Гайангосом на корабле «Aguila» («Орёл»). Его экспедиция достигла Таити 13 ноября деревни Таутира, которую Бонечеа назвал на испанский лад «Сантисима Крус» (исп. Santísima Cruz). Он строжайше запретил членам своей команды вступать в сексуальные отношения с местными женщинами. 20 декабря 1772 года он отбыл от Таити в направлении американского побережья и достиг Вальпараисо 21 февраля 1773 года
Боначеа дал острову Таити испанское название Амат (исп. Amat) в честь вице-короля Амата.
Бонечеа в этой экспедиции составил некое подобие словаря из примерно 100 самых употребляемых слов на таитянском языке.
С собой из экспедиции Боначеа забрал двоих таитянцев для изучения языка и облегчения общения с населением Таити, во второй экспедиции он вернул их на остров.
В этой экспедиции им были открыты и даны испанские названия следующим островам (некоторые из островов были посещены до него и другими мореплавателями).
- Тауэре
- Хараики
- Анаа
- Мехетиа
- Таити
- Муреа

## Второе плавание
Целью второй экспедиции было присоединение острова Таити к испанской короне с одобрения и поддержкой испанского короля Карлоса III. Также испанцы хотели распространить христианство среди местных жителей, в составе экспедиции были два священника-францисканца. Два корабля «Aguila» и «Jupiter» вышли из Кальяо 20 сентября 1774 года. По договору с самым авторитетным королём таитянцев — Ту, команде Бонечеа разрешили установить миссию на острове. Этот район сейчас известен как залив Таутира, но испанцы называют его La Santissima Cruz de Ohatutira:247-249,319-324,335  (Ла Сантиссима-Крус-де-Охатутира).
1 января 1775 года на острове возводят крест и проводится первая месса.
С таитянцами испанцы заключили договор о том, что они признают власть и верховенство испанского короля и являются его подданными. На острове остаются 4 испанца, которых таитянцы обязываются защищать и снабжать всем необходимым, испанцы обязуются присылать корабли на постоянной основе и снабжать островитян инструментами, а также защищать их от их врагов.
Боначеа, здоровье которого ослабло в этой экспедиции, умер на острове 26 января 1775 года. Погребён был там же напротив испанской миссии в форме и мечом при собрании большого количества туземцев, удивлённых похоронными обычаями испанцев.
На следующий день испанцы под командованием Гайангоса отплыли в Кальяо, на острове, как и было договорено, остались четверо испанцев.

## Открытия
Доподлинно известно, что экспедицией Боначеа были открыты как минимум два атолла, Таханеа и Татакото.